# کاتاموری ماتسودایرا
ماتسودایرا کاتاموری (به ژاپنی: 松平容保 Matsudaira Katamori)؛ زاده ۱۵ فوریهٔ ۱۸۳۶ درگذشته ۵ دسامبر ۱۸۹۳) یک سیاستمدار اهل ژاپن بود.
ماتسودایرا کاتاموری ارباب قلمرو آیزو، جوانی لاغر اندام، زیبا و جدی بود که از نظر سلامتی بدنی چندان در وضععیت خوبی قرار نداشت.
قلمرو آیزو قلمرویی است که بخش‌هایی از استان‌های استان فوکوشیما، استان نیگاتا و استان توچیگی امروزی را در بر می‌گیرد. از زمانی که پسر دومین شوگون توکوگاوا هیده‌تادا، هوشینا ماسایوکی (خاندان ماتسودایرا)، ارباب این قلمرو شد، این قلمرو توسط خانواده ماتسودایرا اداره می‌شد و ۲۳۰٬۰۰۰ ککو زمین داشت. کاتاموری در آیزو متولد نشده بود، بلکه ششمین پسر ارباب قلمرو تاکاسو در ولایت مینو بود. قلمرو تاکاسو یکی از سه خانواده اصلی توکوگاوا و شاخه‌ای از قلمرو اوواری بود. اگرچه این قلمرو کوچک بود، اما پیشینه خانواده به گونه‌ای بود که اگر ارباب قلمرو اوواری جانشینی نداشت، نامزدی از قلمرو تاکاسو معرفی می‌شد. کاتاموری در سال ۱۸۴۶ در سن ۱۲ سالگی توسط ماتسودایرا کاتایوشی، ارباب قلمرو آیزو، به فرزندی پذیرفته شد. او از خانواده‌ای مرتبط با خاندان توکوگاوا از شوگون‌سالاری ادو بود. او معتقد بود که کمک و حمایت از شوگون‌سالاری کاملاً ضروری است.

## از آیزو تا کیوتو به عنوانمحافظ کیوتو

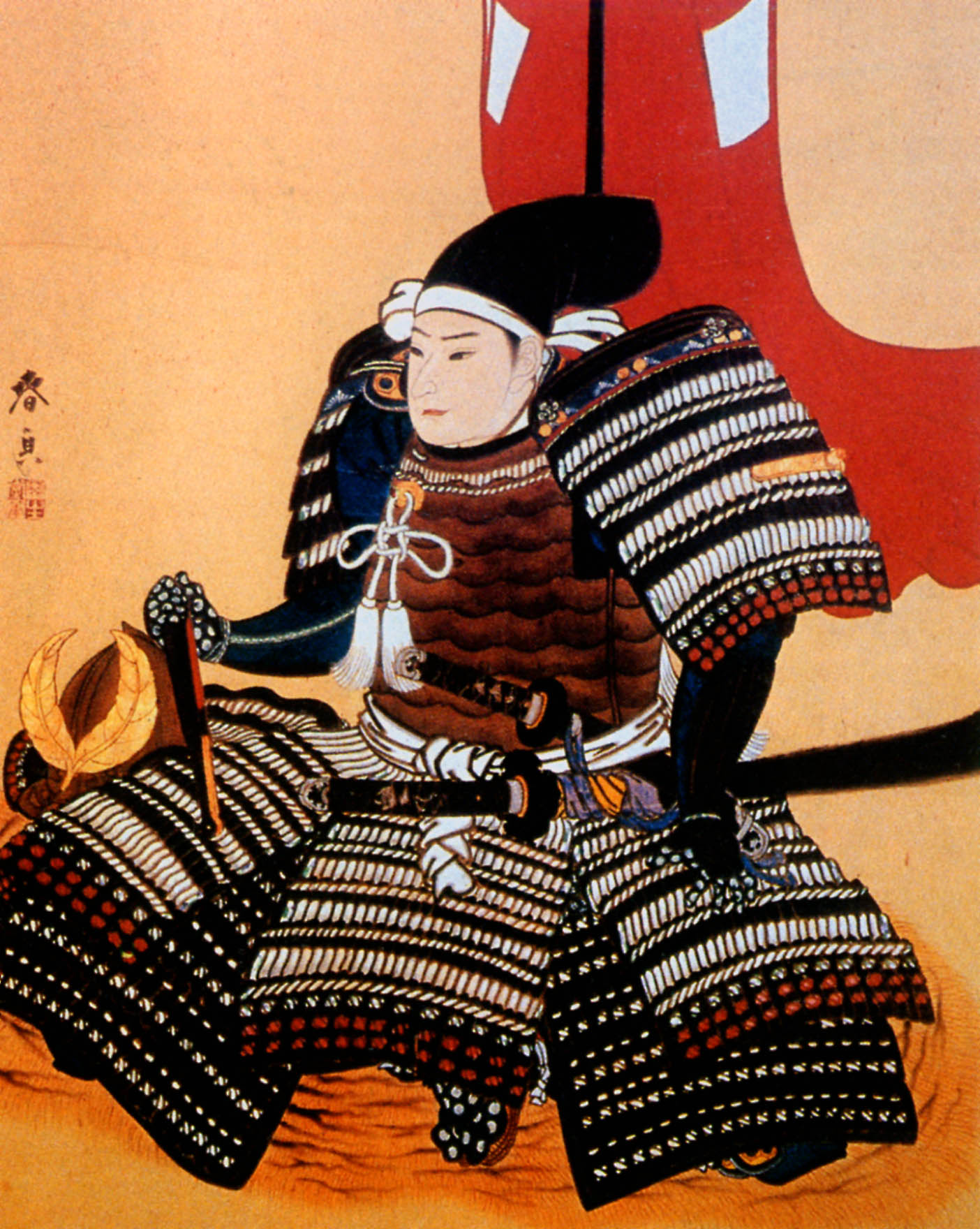
تصویر نقاشی شده

دلیل اینکه خاندان آیزو، ارباب فئودالی در منطقه توهوکو، دور از کیوتو، به پایتخت آمدند این بود که آنها به عنوان «کیوتو شوگوشوکو» (محافظ کیوتو) منصوب شده بودند (۱۸۶۲). دستور این بود که شهر آشفته کیوتو را در پایان دوره ادو سرکوب کنند. در این زمان یک مقام به نام «کیوتو شوشیدای» نیز وجود داشت که مسئول حفظ نظم در کیوتو بود، اما شوشیدای دیگر به تنهایی نمی‌توانست اوضاع را کنترل کند و از خاندان آیزو که نیروی نظامی قوی داشتند، درخواست برای کمک به نظم در شهر کیوتو شد.
در ماه دسامبر، خاندان آیزو با نیرویی حدود ۱۰۰۰ نفر به کیوتو آمدند و مقر خود را در معبد کونکای-کومیو در کورودانی مستقر کردند. معبد کونکای-کومیوجی در قسمت شرقی پایتخت واقع شده است
سال بعد، آنها ساختمان «کیوتو شوگوشوکو کامیاشیکی» (Kamiyashiki) را در ضلع غربی کاخ امپراتوری ساختند. این بنا در اطراف دفتر فرمانداری فعلی کیوتو قرار داشت. طبق تابلوی اطلاعات در سمت راست (شرق) هنگام ورود به دفتر فرمانداری، چندین اقامتگاه کیوتو شوگوشوکو در سراسر شهر وجود داشت و این یکی از آنها بود. می‌توانید تصور کنید که خاندان آیزو، کیوتو شوگوشوکو، در پایان دوره ادو چقدر قدرتمند بود و دربار امپراتوری و شوگون‌سالاری چه انتظاراتی از کیوتو شوگوشوکو داشتند.

## کودتای ۱۸ اوت - حادثه ایکِه‌دایا - حادثه هاماگوری گومون
در فوریه همان سال، افرادی نیز از شرق به کیوتو آمدند. آنها اعضای شینسنگومی (که در آن زمان با نام روشیتای شناخته می‌شدند) بودند. در ماه مارس، کاتاموری توسط شوگون‌سالاری «مدیریت» روشی را به عهده گرفت؛ بنابراین، روشی‌ها عنوان «روشی تحت نظر ماتسودایرا هیگو نو کامی» را دریافت کردند و تحت سرپرستی قلمرو آیزو قرار گرفتند و وظیفه محافظت از شهر کیوتو را بر عهده گرفتند. آنها همچنین نقش فعالی در کودتای ۱۸ آگوست (کودتایی که در آن قلمرو آیزو و سایر جناح‌های دربار امپراتوری و ائتلاف شوگون‌سالاری، جناح‌های طرفدار امپراتوری، ضد خارجی و افراطی، عمدتاً از چوشو را اخراج کردند) ایفا کردند. قلمرو آیزو به آنها نام «شینسنگومی» را داد. این تولد شینسنگومی بود. قلمرو آیزو مانند والدینی بود که شینسنگومی را به دنیا آورد و بزرگ کرد.
سپس حادثه ایکه‌دایا رخ داد. آنها به جناح رادیکال سوننو جوئی، از جمله اعضای چوشو، حمله کردند. قرار بود قلمرو آیزو آنها را در این مأموریت همراهی کند، اما نتوانستند منتظر رسیدن آیزو بمانند، شینسنگومی با این ادعا که آنها در حال «گشت دولتی» هستند، پیش رفتند. دلیل تأخیر قلمرو آیزو در حمله به ایکه دایا بود که آنها نگران رابطه‌شان با چوشو بودند. رویارویی مستقیم، خشم چوشو را برمی‌انگیزد و منجر به بدتر شدن اوضاع می‌شود. کاتاموری فکر می‌کرد که ابتدا باید از امپراتور کومی و توکوگاوا یوشینوبو اجازه بگیرند. این نشان دهندهٔ جدیت کاتاموری است. این باعث تأخیر آنها شد و زمانی که خاندان آیزو رسیدند، کوندو و افرادش حمله کرده بودند و نبرد آغاز شده بود. در نهایت، سامورایی‌های خاندان آیزو در نبرد شرکت نکردند، بلکه در عوض، ایکِدایا را محاصره کردند. با این حال، اگرچه خاندان آیزو مستقیماً نجنگید، شینسنگومی = آیزو. در نتیجه، نفرت خاندان چوشو نسبت به خاندان آیزو افزایش یافت. «شوگون‌سالاری را سرنگون کنید»، «اول، کاتاموری را در کیوتو بکشید.» این درگیری به یکی از درگیری‌های چوشو در مقابل آیزو/ساتسوما (دربار امپراتوری/شوگون‌سالاری) تبدیل شد.
قلمرو چوشو، با نفرت روزافزون، در حادثه هاماگوری گومون (که با نام حادثه کینمون در سال ۱۸۶۴ نیز شناخته می‌شود) حمله متقابلی را علیه شوگون‌سالاری آغاز کرد. خاندان چوشو به سمت کاخ امپراتوری پیشروی کردند. در این زمان، خاندان آیزو به مقابله برخاست و از کاخ دفاع کرد. با همکاری خاندان ساتسوما، آنها توانستند بر این وضعیت دشوار غلبه کنند. با این حال، کاتاموری که از قبل در وضعیت سلامتی نامناسبی بود، رو به وخامت گذاشت. امور مالی نیز تحت فشار قرار گرفت. گذراندن سال‌ها در کیوتو، دور از آیزو، از نظر جسمی و مالی به مرز ناتوانی رسید. خاندان آیزو به معنای واقعی کلمه در مخمصه گرفتار شده بود. کاتاموری بارها پیشنهاد استعفا از سمت خود به عنوان محافظ کیوتو را داد، اما درخواست او پذیرفته نشد.

## دو فرمان ضدونقیض از دربار
در ۲۵ ژوئن، فرمان امپراتوری به شوگوشوکو کیوتو صادر شد تا به ادو فرود آید. با این حال، این یک «فرمان امپراتوری دروغین» از سوی افراط‌گرایان بود تا کاتاموری و خاندان آیزو را از کیوتو دور نگه دارند. کاتاموری دست‌نشانده‌های خود را به همه طرف فرستاد، اما نتوانست اوضاع را درک کند و این ماجرا بی‌نتیجه پایان یافت. خاندان آیزو گیج شده بودند و می‌گفتند: «ما در حال حاضر در مسیر هماهنگی بین دربار امپراتوری و شوگون‌سالاری هستیم. چرا چنین فرمان امپراتوری صادر می‌شود؟» امپراتور کومی عمیقاً از این وضعیت نگران شد و تصمیمی گرفت. اگرچه این اقدامی بود که با آداب و رسوم دربار امپراتوری مغایرت داشت، اما او نامه‌ای را مستقیماً از طریق صدراعظم سابق کونوئه تاداهیرو به کاتاموری تحویل داد. این دست‌خط امپراتوری امپراتور بود. کاتاموری که لباس رسمی پوشیده بود، یک صندوق پستی به او دادند که روی آن نوشته شده بود: «تنها آرزوی من این است که شوگو را در این زمان به شرق بفرستم. این یک فرمان امپراتوری دروغین است که توسط افراد متکبر و دیوانه صادر شده است، اما این فرمان واقعی است. آنها احتمالاً در آینده نیز به صدور فرمان‌های امپراتوری دروغین ادامه خواهند داد، بنابراین لطفاً حقیقت را از دروغ تشخیص دهید. من بیش از همه به آیزو تکیه می‌کنم.» کاتاموری چنان غرق در مهربانی امپراتور شد که نتوانست سرش را بلند کند و به گریه ادامه داد.
در توطئه ای که توسط ماکی یاسواومی با سانجو سانه‌تومی انجام شد یک فرمان امپراتوری برای ماتسودایرا کاتاموری، ارباب آیزو، صادر کردند و به او دستور دادند تا به کانتو سفر کند تا از شر کاتاموری و قلمرو آیزو که به شدت طرفدار شوگون سالاری بود خلاص شوند و او را به کانتو بفرستند. با این حال، این فرمان امپراتوری واکنش شدیدی از سوی سامورایی‌های آیزو برانگیخت. با توجه به اعتماد عمیقی که امپراتور کومی به کاتاموری داشت، سامورایی‌های آیزو احساس می‌کردند که این فرمان امپراتوری، صرف نظر از اینکه چگونه به آن نگاه کنید، یک «فرمان امپراتوری جعلی» است. کیوتو شوگوشوکو شیماتسو به وضوح بیان می‌کند که این فرمان امپراتوری یک «فرمان امپراتوری جعلی» بوده است. بسیاری از کتاب‌ها بیان می‌کنند که در آن زمان، قلمرو چوشو از اشراف رادیکال تحت حمایت خود برای کنترل شوراهای امپراتوری استفاده می‌کردند و اغلب «فرمان‌های امپراتوری دروغین» صادر می‌کردند. با این حال، این بدان معنا نیست که بیشتر فرمان‌های امپراتوری صادر شده در آن زمان واقعا! «فرمان‌های امپراتوری دروغین» بودند. دلیل این امر این است که این فرمان‌های امپراتوری به درستی در دربار امپراتوری تصویب شده و اسناد رسمی بودند که در نهایت به تأیید امپراتور رسیده بودند. به عبارت دیگر، از نظر اسناد و رویه‌ها، بدون شک «فرمان‌های امپراتوری واقعی» بودند. با نگاهی به توضیحات نانانن شی (تاریخ هفت ساله)، در آن آمده است که «امپراتور کومی می‌دانست که گزارش تهیه شده توسط ماکی و سانجو حاوی نوعی توطئه بزرگ است، اما نتوانست این پیشنهاد را رد کند و در نتیجه آن را تأیید کرد.»
در فرمان دیگری که به‌طور مخفی پس از آن صادر شد امپراتور به کاتاموری پیغام داد که «هرگز قصد نداشتم کاتاموری را به شرق بفرستم. با این حال، نتوانستم از این امر حمایت کنم و مجبور شدم به او دستور دهم به شرق برود، اما این چیزی نیست که واقعاً می‌خواهم. اگر کاتاموری امتناع کند، من بسیار خوشحال خواهم شد.» در فرمان دوم ارسال فرمان امپراتوری که به کاتاموری دستور می‌داد به شرق برود، رسماً توسط امپراتور کومی تأیید شد، اما نحوه‌ای که او به راحتی بلافاصله پس از صدور آن، فرمان امپراتوری دیگری صادر کرد و گفت: «آن فرمان امپراتوری قبلی قصد واقعی من نیست» و آن را لغو کرد. علاوه بر این، این واقعیت که او نوشت: «من قصد ندارم دوباره فرمان امپراتوری برای رفتن به شرق صادر کنم، اما در صورت بعید که چنین فرمانی صادر شود، قصد واقعی من نخواهد بود»، نشان دهنده تفکر ضعیف دربار در آن زمان است. اگر نامه‌ها و بیانیه‌های اشراف آن زمان بررسی شود، تعداد زیادی از این عبارات غیرمستقیم و طفره‌آمیز وجود دارد و در بسیاری از موارد، آنها از این روش برای انداختن مسئولیت به گردن دیگران و فرار از آن استفاده می‌کنند. به این ترتیب، تغییر سریع نگرش بسته به موقعیت، روش اشراف در آن زمان بود و همچنین یکی از دلایل هرج و مرج در سیاست در پایان دوره ادو (باکوماتسو) بود.

## پس از شوگونی یوشینوبو
تا سال ۱۸۶۷ (کیو ۳)، توکوگاوا یوشینوبو شوگون شده بود، کمی پس از آن امپراتور کومی درگذشته بود و دوران امپراتور میجی آغاز شده بود. در این مدت، شوگون‌سالاری هنوز در آشفتگی بود و از خارج با کشتی‌های خارجی و از داخل با لشکرکشی چوشو درگیر بود. در همین حال، چوشو با دشمن اصلی خود، ساتسوما (اتحاد ساتسوما-چوشو) متحد شده بود. آشفتگی‌های آن زمان چنان آشفته بود که کاتاموری صادق شاید نمی‌توانست به اندازه ساتسوما و چوشو زیرکانه مانور دهد.
شوگون توکوگاوا یوشینوبو تصمیم گرفت حکومت امپراتوری را به امپراتور بازگرداند. یوشینوبو قصد داشت سیستم جدیدی را با محوریت خانواده توکوگاوا ایجاد کند. پیش از اعلام بازگشت حکومت امپراتوری به امپراتور در قلعه نیجو، با کاتاموری و دیگر مقام‌های شوگون‌سالاری از قبل مشورت شد. گفته می‌شود که کاتاموری مقام‌های دیگر شوگون‌سالاری را که با این اقدام مخالف بودند، آرام کرد. کاتاموری در اعلام بازگشت قدرت سیاسی به امپراتور در قلعه نیجو نیز حضور داشت.
سرانجام، یک نظام سیاسی جدید با محوریت خانواده توکوگاوا تأسیس شد. این احتمالاً همان چیزی بود که کاتاموری به آن امید داشت. با این حال، قلمرو ساتسوما وارد عمل شد. آنها سربازان آیزو را که از کاخ امپراتوری محافظت می‌کردند، اخراج کردند، شورایی به نام جلسه کوگوشو در حضور امپراتور تشکیل دادند و تصمیم گرفتند که توکوگاوا یوشینوبو از سمت رسمی خود استعفا دهد و زمین‌های خود را بازگرداند. این یک کودتا برای سرنگونی یوشینوبو بود. قبل از اینکه کسی متوجه شود، ساتسوما و چوشو (دربار امپراتوری) در مقابل آیزو (شوگون‌سالاری) قرار گرفتند. آیزو از سمت خود به عنوان محافظ کیوتو، سمتی که با سختی آن را حفظ کرده بود، مجبور به کناره‌گیری شد.
خشم سامورایی‌ها قابل کنترل نبود آنها می‌گفتند که در کیوتو علیه ساتسوما بجنگید. سامورایی‌ها در قلعه نیجو جمع شدند. با این حال، کاتاموری وفاداری خود را به خانواده توکوگاوا رها نکرد. کاتاموری از یوشینوبو پیروی کرد که به قلعه اوساکا عقب‌نشینی کرده بود. سپس، آنها از اوساکا به کیوتو راهپیمایی کردند. در ۳ ژانویه ۱۸۶۸، آنها با نیروهای ساتسوما و چوشو در فوشیمی درگیر شدند و نبرد آغاز شد. این آغاز نبرد توبا-فوشیمی بود. آنها برای جنگ به سمت کیوتو رفتند، جایی که آنقدر سخت از آن دفاع کرده بودند. با این حال، آنها توسط قدرت نظامی قاطع نیروهای ساتسوما و چوشو شکست خوردند. تنها سه روز بعد، در ششم ژانویه، توکوگاوا یوشینوبو قلعه اوساکا را ترک کرد و با قایق به ادو بازگشت. کاتاموری نیز در کشتی بود.
حتی پس از آن، کاتاموری و سامورایی‌های آیزو به جنگیدن به طرفداری از شوگون سالاری ادامه دادند. در ماه سپتامبر، زمانی که نام این دوره از کیئو به دوره میجی تغییر کرد، قلمرو آیزو قلعه را به نیروهای دولتی جدید تسلیم کردند. در ماه مه سال بعد، نیروهای سابق شوگون‌سالاری در گوریوکاکو تسلیم شدند و جنگ بوشین سرانجام به پایان رسید.
بنابراین، دوران جدیدی آغاز شد. پس از یک دوره تعلیق، ماتسودایرا کاتاموری پیش از درگذشت در سال ۱۸۹۳ در سن ۵۹ سالگی، علاوه بر سایر مناصب، به عنوان کاهن ارشد معبد نیکو توشوگو نیز خدمت کرد.
سامورایی‌های آیزو به خاطر این جمله‌شان معروف هستند: «حتی اگر برای عدالت بمیریم، برای گناه زندگی نمی‌کنیم .» قبر سامورایی‌های آیزو که برای این واژه‌ها جان باختند، در معبد کونکای-کومیو واقع شده است، جایی که مقر شوگوشوکو کیوتو (محافظ کیوتو) قرار داشت.

## ارتباط با شینسنگومی
شینسنگومی یک سازمان شبه‌پلیسی شوگون‌سالاری توکوگاوا بود که به‌طور ویژه تحت نظر ماتسودایرا کاتاموری، ارباب آیزو که در اواخر دوره ادو به عنوان شوگوشوکوی کیوتو (سازمان حافظت از کیوتو) خدمت می‌کرد، تأسیس شد. در ابتدا میبو روشیگومی نامیده می‌شد. ریشه‌های این سازمان، روشیگومی بود که توسط هاچیرو کیوکاوا به شوگون‌سالاری پیشنهاد شد و رونین‌ها را از سراسر کشور جذب می‌کرد. هدف آن تقویت نظم عمومی و محافظت از شوگون چهاردهم در هنگام سفر به کیوتو بود، جایی که جنبش‌ها برای سرنگونی شوگون‌سالاری در پایان دوره ادو رو به افزایش بود.